# ويليام سترونج (سياسي)
ويليام سترونج (بالإنجليزية: William Strong)‏ هو قاضي ومحامي وسياسي أمريكي، ولد في 6 مايو 1808 في الولايات المتحدة، وتوفي في 19 أغسطس 1895. حزبياً، نشط في الحزب الديمقراطي والحزب الجمهوري. وقد انتخب عضو مجلس النواب الأمريكي.

## روابط خارجية
- ويليام سترونج (سياسي) على موقع الموسوعة البريطانية (الإنجليزية)
- ويليام سترونج (سياسي) على موقع إن إن دي بي (الإنجليزية)